# Anisopappus boinensis
Anisopappus boinensis es una especie de planta floral perteneciente al género Anisopappus, categorizada en la tribu Athroismeae, de la subfamilia Asteroideae. Fue descrita por (Humbert) Wild.
Fue publicada en Kirkia 4: 72 (1964). Especie nativa de Madagascar que crece en el bioma tropical.